# 현도면
현도면(賢都面)은 대한민국 충청북도 청주시 서원구의 면이다.

## 위치
동쪽과 북동쪽으로는 상당구 문의면에 접하고, 북서쪽으로는 세종특별자치시 부강면에 접하고, 금강 이남으로 대전광역시 대덕구 신탄진동에 접한다.

## 연혁
- 조선시대 문의군 일도면(19개 동), 이도면(16개 동), 삼도면 마포리, 회덕군 구즉면 상신리 일부
- 1914년 4월 1일 청주군 현도면(13법정리)

| 조선총독부령 제111호 |                                                                               |
| 구 행정구역          | 신 행정구역                                                                   |
| 문의군 일도면        | 현도면 달계리, 매봉리, 시목리, 하석리                                         |
| 문의군 이도면        | 현도면 노산리, 상삼리, 선동리, 시동리, 양지리, 우록리, 죽전리, 중삼리, 중척리 |
- 1946년 4월 1일 청원군 현도면
- 1983년 2월 15일 문의면 죽암리 편입(14법정리)
- 2014년 7월 1일 청주시 서원구 현도면

## 행정 구역
| 법정리 | 한자   | 행정리                    | 비고            |
| ------ | ------ | ------------------------- | --------------- |
| 상삼리 | 上三里 | 상삼리                    |                 |
| 중삼리 | 中三里 | 중삼리                    |                 |
| 죽전리 | 竹田里 | 죽전1리, 죽전2리, 죽전3리 |                 |
| 우록리 | 友鹿里 | 우록1리, 우록2리, 우록3리 |                 |
| 시동리 | 時東里 | 시동리                    |                 |
| 선동리 | 鐥洞里 | 선동1리, 선동2리          | 면사무소 소재지 |
| 시목리 | 枾木里 | 시목1리, 시목2리, 시목3리 |                 |
| 중척리 | 中尺里 | 중척1리, 중척2리, 중척3리 |                 |
| 하석리 | 下石里 | 하석1리, 하석2리          |                 |
| 노산리 | 老山里 | 노산1리, 노산2리, 노산3리 |                 |
| 달계리 | 達溪里 | 달계1리, 달계2리, 달계3리 |                 |
| 매봉리 | 梅峰里 | 매봉1리, 매봉2리          |                 |
| 양지리 | 陽地里 | 양지1리, 양지2리          |                 |
| 죽암리 | 竹岩里 | 죽암1리, 죽암2리          |                 |
| 14리   | 14리   | 31행정리                  |                 |

## 교통
경부고속도로가 남북으로 통과하며, 경부고속철도, 경부선 철도, 17번 국도가 통과한다.

## 교육 기관
- 초등학교: 현도초등학교(달계리), 옥포초등학교(죽전리)
  - 노산분교 (폐교) - 현도면 노산2길 3-57
- 중학교: 현도중학교(선동리)
- 고등학교: 현도정보고등학교(죽암리)
- 대학교: 꽃동네대학교